# Đa Quyn
Đa Quyn là một xã thuộc huyện Đức Trọng, tỉnh Lâm Đồng, Việt Nam.

## Địa lý
Xã Đa Quyn có diện tích 170,02 km², dân số năm 2022 là 5.633 người, mật độ dân số đạt 33 người/km².

## Lịch sử
Ngày 6 tháng 3 năm 2009, Chính phủ ban hành Nghị định số 10/NĐ-CP về việc thành lập xã Đa Quyn trên cơ sở điều chỉnh 17.152,98 ha diện tích tự nhiên và 3.212 nhân khẩu của xã Tà Năng.
Ngày 21 tháng 1 năm 2020, HĐND tỉnh Lâm Đồng ban hành Nghị quyết số 166/NQ-HĐND về việc sáp nhập thôn K67 và thôn Ma Kir vào thôn Ma Bó.